# Celle Enomondo
Celle Enomondo là một đô thị ở tỉnh Asti vùng Piedmont thuộc Ý, nằm ở vị trí cách khoảng 40 km về phía đông nam của Torino và khoảng 9 km về phía tây nam của Asti. Tại thời điểm ngày 31 tháng 12 năm 2004, đô thị này có dân số 461 người và diện tích là 5,5 km².
Celle Enomondo giáp các đô thị: Antignano, Asti, Revigliasco d'Asti và San Damiano d'Asti.